# Bertha Puga
Bertha Puga Martínez (Temuco, 13 de marzo de 1909-Bogotá, 9 de agosto de 2007) fue primera dama de Colombia en dos ocasiones, como esposa del Presidente Alberto Lleras Camargo.
Doña Bertha era hija del general chileno Arturo Puga, efímero Presidente de Chile en 1932, quien años atrás había ejercido como Embajador de su país en Colombia, donde Bertha conoció al entonces joven periodista Alberto Lleras, con quien contrajo matrimonio en 1931. De esta unión nacieron cuatro hijos: Alberto, Consuelo, Marcela y Ximena.
Como primera dama se distinguió Bertha Puga por la discreción que supo mantener siempre, mujer sencilla dispuesta a ayudar a la gente que se acercaba al palacio de San Carlos solicitando su colaboración. Durante el mandato del general Gustavo Rojas Pinilla colaboró con el periódico La Resistencia que clandestinamente editaban Helena Calderón y Paulina Nieto de Cano, por lo cual junto a estas y otras mujeres recibió el apelativo de "Las Policarpas" en referencia a la heroína Policarpa Salavarrieta.
Luego de que su esposo se retiró de la política activa, decidieron vivir en una tradicional casa en Chía, municipio aledaño a Bogotá, durante décadas. Tras la muerte de Lleras, en 1990, regresó a Bogotá. En 2006 fue condecorada con la Orden de Boyacá. Falleció a los 98 años.